# TOMORROW (テレビ番組)
『TOMORROW』（トゥモロー）は、2012年4月に放送が開始されたNHK BS1とNHKワールドTVのドキュメンタリー番組である。日本放送協会（NHK）のNHK東日本大震災プロジェクトのキャンペーン参加番組の一つとして放送される。

## 概要
2012年に、『TOMORROW beyond 3.11』（トゥモロー・ビヨンド・スリーイレブン）として放送を開始した。日本に居住する外国人の文化人や芸能人が、東日本大震災で被災した東北地方の現状を見つめて感じたことを、被災地に取材しながら検証し、そこでの被災者との心のふれあいを描きつつ、震災による風評被害を払拭し、世界に震災からの再生を目指す東北地方の姿をアピールするものである。
2013年度には番組名を『TOMORROW』に改名した。日本在住の在日外人ジャーナリストらがよりジャーナリスティックな視点で、東北の復興の課題を検証し、また震災を風化させないための取り組みを全世界にPRし、これからの次世代に語り継ぐための「貴重な映像記録を残すシリーズ」とする内容になった。
国内向けBS1での放送は、2012年度は主音声が英語、副音声が日本語の2か国語放送、日本語の字幕スーパーで放送されたが、2013年度の番組名改名後からは日本語を主音声、英語を副音声に切り替えた。なお、番組開始時からは字幕放送は実施しない。

## 放送時間
| 放送チャンネル | 2012年度                                      | 2013年度           | 2014年度                                      | 2015年度                                                            |
| NHK BS1        | 火曜 14:00 - 14:30 月曜 3:00 - 3:30（再放送） | 水曜 17:00 - 17:30 | 水曜 14:00 - 14:30 日曜 4:00 - 4:30（再放送） | 水曜 14:00 - 14:30 日曜 4:00 - 4:30（再放送） ※原則として第1・第2週 |

NHKワールドTV
- 原則として月曜 10:30 - 11:00など（放送時間は開始時から変更されない）